# Biel (cantor)
Gabriel Araújo Marins Rodrigues (Lorena, 20 de março de 1996), mais conhecido pelo nome artístico Biel, é um  cantor brasileiro de música pop e funk melody, ele também trabalha como apresentador. Em abril de 2015, devido ao sucesso que fez na internet, assinou um contrato com a gravadora Warner Music. Seu segundo EP, "Biel", foi lançado em junho do mesmo ano no iTunes. Em novembro do mesmo ano, ele lançou um novo single, chamado "Química", que estreou em segundo lugar no iTunes, ficando atrás somente de "Hello", de Adele. Nesse ano também ganhou o Meus Prêmios Nick, como "Revelação musical".

## Biografia
Biel nasceu na cidade Lorena, São Paulo, Brasil em 20 de março de 1996. Ele é filho mais velho da advogada Eliziane Silva Araújo e do dono de uma empresa de shows e ex-DJ, Sérgio Ricardo Marins Rodrigues. Sua irmã, Giovanna Araújo Marins Rodrigues, ainda é estudante. Aos 12 anos, Biel começou a demonstrar interesse pela carreira musical e, por influência de seu pai, começou a ser modelo, DJ e dançarino. Começou a carreira com 16 anos quando seu pai o colocou para se apresentar em boate de seu amigo. Ele estava terminando o Ensino Médio e pretendia cursar Medicina na faculdade. Seu trabalho como cantor funcionou e ele decidiu não entrar na faculdade, por não haver tempo para estudar com a correria dos shows. Gabriel tentou cursar a faculdade de administração, mas trancou-a este ano.
Biel começou cantando apenas funk ostentação e ganhou destaque devido a seu corpo e sendo considerado por muitos como um "sósia do Justin Bieber". Depois que ele assinou com a gravadora Warner Music, oportunidade na qual retirou o "MC" de seu nome artístico, passou a cantar outros estilos de funk.

## Carreira

### 2013–15:DemorôeQuímica
Em 2013, Biel, sem uma gravadora, começou cantando o "funk ostentação" (letras que exaltam o enriquecimento dos cantores) e depois passou a cantar o "funk sedução" (letras explícitas), tendo todo seu dinheiro sendo administrado pelos seus pais, por não se achar "maduro o bastante" para administrar tudo sozinho. Depois que assinou contrato com a gravadora Warner Music, em 2015, ele retirou o MC do nome e o dinheiro passou a ser administrado pela gravadora. Com a Warner Music, ele lançou, no mesmo ano, o single "Demorô" e um EP chamado "Biel", lançado em 9 de junho. O EP conta com quatro músicas: “Boquinha”, “Pimenta”, “Tô Tirando Onda” e o single “Demorô”. Em outubro de 2015, Biel ganha o premio de Revelação Musical no Meus Prêmios Nick 2015. Em novembro, ele lançou um novo single chamado "Química", que estreou em #2 lugar no iTunes. Em Dezembro, Biel entrou na lista Spotlight 2016 do Spotify, que mostra o artistas mais promissores para 2016. Biel anuncia que lançará um álbum de estúdio com 12 faixas. O álbum incluiu canções do EP "Biel" e o single "Quimica". Ainda em Dezembro de 2015, Biel faz uma participação especial no clipe "Cabelo" de Maisa e "24 Horas por Dia" de Ludmilla. Devido a comparações entre os dois, Biel chamou atenção de Justin Bieber que o seguiu na rede social Twitter. Por conta do sucesso meteórico, Biel participou dos principais programas de auditório na época como Legendários, Encontro com Fatima Bernardes e Domingão do Faustão, onde o cantor não conteve a emoção e chorou durante a apresentação ao perceber o auditório todo cantando sua musica "Demorô".

### 2016–17:Juntos Vamos AlémeNinguém Segura Ela
No dia 1º de abril de 2016, Biel divulga a capa, tracklist e data de lançamento do seu primeiro álbum de estúdio "Juntos Vamos Além". No dia 8, o cantor lança a parceria com Ludmilla "Melhor Assim" com clipe oficial, iniciando a divulgação oficial do álbum após inúmeros adiamentos. no dia 29, Biel lança seu primeiro álbum.
No dia 3 de junho, uma jornalista do portal iG registrou uma queixa contra Biel na 1º Delegacia da Mulher de São Paulo, acusando-o de assédio sexual com uma entrevista gravada. O caso rapidamente vira o assunto mais comentado do país, tendo destaque em programas de televisão, e sendo um dos assuntos mais comentados da internet, durante a repercussão, Biel e sua equipe escolheram o silêncio, a defesa veio muito tarde e não convenceu a opinião pública. Biel teve sua imagem manchada e uma queda de popularidade, justamente por ter ofendido mulheres, que eram a maior parte de seu público. No dia 8, na mesma semana que estava no centro da polêmica, Biel foi acusado de omissão de socorro em um acidente de carro, o que acabou piorando sua situação perante a opinião publica. Durante a polemica, foram encontrados tweets de 2010-12 de cunho homofóbico. Em agosto de 2016, o cantor deu uma pausa na carreira por tempo indeterminado, cumprindo apenas as apresentações já agendadas. Segundo sua assessoria, o artista estava "muito abalado com tudo que vem ocorrendo com ele", referindo-se os recentes escândalos causado por declarações machistas, homofobias e ao processo de assédio sexual a jornalista. A assessoria, no entanto, negou o suposto rompimento com a gravadora. Em 7 de agosto, durante uma apresentação em Maricá, Biel negou que esteja interrompendo a carreira e garantiu aos fãs que continuará nos palcos.
Em outubro, o cantor é condenado a pagar 4,4 mil reais a uma instituição de caridade por injuria no caso de assedio a jornalista do IG. Em dezembro, Biel tenta retomar sua carreira com o lançamento de "Ninguém Segura Ela" musica com letra exaltando a mulher, uma tentativa de limpar sua imagem perante ao publico feminino. Apesar de um bom desempenho, a música não teve o mesmo êxito comercial como outras musicas do artista. Após o lançamento da música, Biel fez uma pausa na carreira e foi morar no Estados Unidos. Em junho de 2017, o cantor publica um vídeo onde diz que queria ser chamado de Gah, no vídeo o artista fala sobre as polêmicas, pede desculpas e diz que vivia um personagem na época do auge de sua carreira.

### 2018–presente: Rompimento com a Warner,Iludido,A Fazenda 12,Artigo 157eConvite da Rádio Metropolitana
Em janeiro de 2018, o cantor anuncia está trabalhando em um novo EP, dessa vez focando no mercado americano com musicas apenas em inglês, o cantor também anuncia que está trabalhando com o produtor Fernando Garibay, conhecido por ser produtor do álbum Born This Way de Lady Gaga. Porém, a carreira do artista foi afetada por um escândalo de agressões mútuas com sua ex-esposa. Em vídeo divulgado pelo artista, é possível vê-la jogando um copo de vidro na face do cantor. No dia 21 de setembro, Biel lança a musica "Trust You". Em outubro, durante sua participação no programa “Pânico” na rádio Jovem Pan, Biel abandona programa de rádio após uma locutora dizer que deseja sua morte. Protagonizando uma nova polemica, dessa vez, conseguindo melhorar sua imagem. Em outubro de 2019, Biel confirmou seu rompimento com a Warner. E volta a morar no Brasil.
No dia 4 de julho de 2020, Biel participa da musica "Iludido" de Anna Catarina. Em 8 de setembro de 2020, Biel foi confirmado como participante da décima segunda temporada do reality show da RecordTV, A Fazenda. Biel foi para a roça, momento que o público escolhe quem fica e quem sai por meio de votação pública, por cinco vezes. A penúltima roça chegou a quase 900 milhões de votos em 24h de votação. Biel conseguiu chegar a final do programa no dia 17 de dezembro de 2020 e foi consagrado vice-campeão do reality. Durante sua estadia no reality A Fazenda, Biel iniciou um relacionamento com Tays Reis. Após o termino da temporada do reality rural, Biel pediu Tays em namoro, no dia do aniversário da cantora. A pedido dos fãs, o casal lançou o single Artigo 157. O single foi lançado nas plataformas digitais em 17 de janeiro de 2021, com o videoclipe mostrando a rotina do relacionamento de Tays e Biel, Artigo 157 alcançou a marca de 1 milhão de visualizações em menos de 24 horas no YouTube.
Em junho de 2022, recebeu o convite do Jayr Sanzone, dono da rádio Metropolitana FM, para fazer parte do programa de humor Chupim, no time de apresentadores. Que terá sua presença em alguns dias da semana.

## Influências e imagem pública

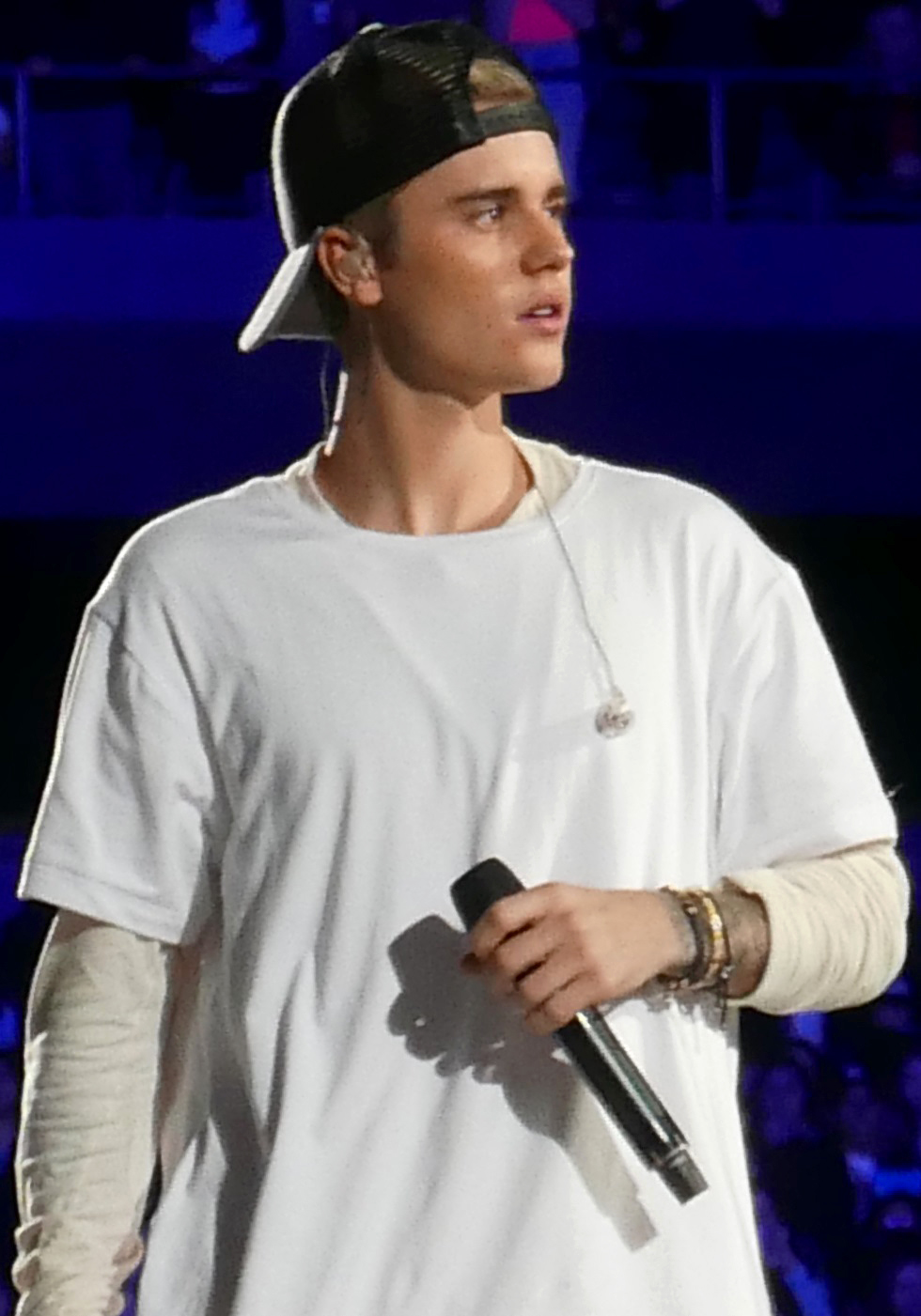
O canadense Justin Bieber é a maior influencia musical de Biel.

Para Biel, o cantor canadense Justin Bieber é a maior referência musical para sua carreira. No início da carreira, Biel foi muito comparado a Justin Bieber por semelhanças no estilo dos dois. Sendo influência tanto musicalmente quanto em sua imagem, afirmando: "Sou fã dele, mas não me achava parecido. De tanto as pessoas falarem, comecei a usar umas camisetas mais largas, tênis de cano alto e o cabelo de lado" conta Biel.
Ele diz que cresceu ouvindo artistas como Mr. Catra, MC Guimê e MC Rodolfinho, e que foram influências para o funk. Ele também cita como influência o som mais rock da banda O Rappa e as batidas eletrônicas do Skrillex. O cantor também diz que se inspirou em cantores pop e hip hop que ouve muito, como Ed Sheeran e Wiz Khalifa. Mauro Ferreira, crítico musical do portal de notícias G1, publicou uma nota afirmando que o primeiro álbum do artista, Juntos Vamos Além (2016), mostrou que o mesmo "nunca foi um grande talento como cantor ou compositor", e que suas músicas são de teor egoico e hedonista, e sempre coloca a mulher como objeto sexual.
Tony Goes, do portal F5, diz que o artista se acha "uma versão juvenil de Donald Trump", ao falar "barbaridades" achando que não sofreria maiores consequências. A frase dita por Biel à jornalista, foi incorporada a uma canção de funk improvisada em uma festa privada. Em 2016 o cantor se envolveu em alguns casos controversos, como acusação de assédio sexual, ameaça, omissão de socorro e declarações racistas e transfóbicas. Regis Tadeu, escrevendo para o Yahoo!, chamou a música do cantor de "empobrecida demais".

## Vida pessoal
Em 2014, Biel cursou um semestre de Administração na instituição de ensino UNISAL, deixando-a pela demanda de shows. Em março de 2016, Biel iniciou um namoro com a vlogueira Flavia Pavanelli, o qual chegou ao fim um mês depois.
Em setembro de 2020, iniciou um namoro com a ex-vocalista da Banda Vingadora Tays Reis, dentro do reality show A Fazenda. No final de 2021, Tays revelou estar grávida de Biel. Em 19 de julho de 2022 nasceu Pietra, filha do casal. 

## Controvérsias

### Denúncia de assédio sexual
Em 3 de junho de 2016, o cantor foi denunciado pela repórter do portal iG, Giulia Pereira, por assédio sexual, ao chamar a jornalista de "gostosinha" e dizer que "a quebraria no meio", caso tivesse relações sexuais com a mesma. O episódio ocorreu em maio de 2016, durante uma entrevista do artista, em São Paulo. Um material contendo áudio e vídeos gravados do diálogo, foram entregues à polícia como prova no processo de investigação.
Em filmagens, a jornalista (de 21 anos) diz ao cantor que tem quase a mesma idade dele, que diz que "idade não significa nada. Se te pego, te quebro no meio". Na época, a pergunta sobre a sexualidade de Biel era um das principais buscas relacionadas ao seu nome e, ao ser questionado, ele diz "Por quê? Você quer que eu te mostre com atos e ações?", que completa afirmando que é "heterossexual. Eu gosto é de boceta". Em outro momento do vídeo, o cantor entrega o seu aparelho celular à jornalista e solicita que ela atenda a ligação. Ela, por sua vez, diz ao amigo do artista que o mesmo está concedendo uma entrevista no momento e que retornaria a ligação e, ao devolver o aparelho, é chamada de "cuzona", por Biel. Em seguida, ele pega o aparelho e inicia uma conversa em vídeo, onde se refere à repórter como "ramelona" e pede ao amigo que "dê um desconto", porque "ela é gostosinha".
Nadine Gasman, representante da ONU Mulheres no Brasil, teve acesso ao teor da denúncia e às provas e classifica as atitudes de Biel como assédio sexual. "Usar palavras de baixo calão e de conotação sexual estando em posição superior ou de poder em relação à mulher comprovam o assédio sexual neste caso". O portal iG emitiu uma nota dizendo que, o site e seus funcionários, "repudiam qualquer forma de assédio ou agressão à mulher, bem como qualquer tipo de violência ou preconceito contra o ser humano. Sempre que nos depararmos com esse tipo de acontecimento, denunciaremos de imediato às autoridades competentes". O presidente da Warner Music Brasil, Sergio Affonso, ao tomar conhecimento da denúncia, entrou em contato com o site iG, e classificou o episódio como "lamentável" e "fora do contexto atual de lutas pelos direitos das mulheres". Ele também se colocou à disposição da repórter para "qualquer coisa". Segundo a colunista Keila Jimenez, do portal R7, após a denúncia de assédio, a participação do cantor foi vetada das principais emissoras de televisão do Brasil. A Globo contava com o artista num quadro de longa duração, e acabou vetando a participação do mesmo.
O Comitê Organizador dos Jogos Olímpicos de Verão Rio 2016 retirou o cantor da lista de condutores da tocha olímpica, após a polêmica envolvendo a denúncia de assédio sexual. Biel deveria carregar a chama em 7 de junho, em Fortaleza. A assessoria de imprensa do comitê disse ao portal UOL que "deseja que tudo transcorra da melhor forma para todas as partes, mas o revezamento quer passar uma mensagem de paz e não quer aliar o evento ou os conceitos de olimpismo a esse acontecimento". Ao jornal O Globo, o comitê afirma que "preferimos que os valores olímpicos não sejam vinculados a esse acontecimento. Queremos passar uma imagem de paz. Por isso, Biel foi desconvidado".
Intimado a depor, o artista usou seu perfil na rede social Facebook para se defender: "Pra infelicidade de muitos, sim, estarei sempre sorrindo!". Posteriormente, o artista argumentou que o episódio era "brincadeira": "Machista? Nem homem me considero ainda pra ser prepotente ao ponto. Sou um menino, menino que brinca, menino sem papas na língua, menino que sorri". Em 5 de junho, a apresentadora Eliana abriu espaço em seu programa homônimo para que ambas partes pudessem falar sua versão dos fatos. O programa não conseguiu contato com a jornalista, mas conseguiu falar com colegas de trabalho que disseram que a identidade da repórter seria preservado para sua proteção, e que ela se pronunciará apenas em juízo. Já Biel enviou uma mensagem ao programa do SBT:
"É um assunto muito negativo e eu fiquei abismado com a intimação, sendo que a entrevista toda foi em clima descontraído e em nenhum momento ela (a jornalista) se mostrou decepcionada com algo que eu disse (...) Estou muito triste com esse assunto e quero que ele suma o quanto antes... Tenho uma irmã de 15 anos, acabei de enfrentar o segundo câncer da minha mãe, quase a perdi duas vezes. Entre as três pessoas mais importantes na minha vida, duas são mulheres: minha mãe e minha irmã. Espero que você me entenda, Eliana."
A assessoria de imprensa de Biel, divulgou uma nota afirmando que "o cantor Biel sempre teve muito respeito e admiração pelas mulheres e seu público. Lamentamos que tenha ocorrido uma má interpretação dos fatos, pedimos desculpas em nome do cantor. O advogado tomará as medidas cabíveis para esclarecer o caso".
No dia seguinte, o pai do artista, Sérgio Rodrigues, disse ao jornal carioca Extra, que tudo não passou de uma brincadeira, e acusa a jornalista de se aproveitar da situação. "Está tudo muito distorcido. O que já tinha que ser dito, foi dito nos autos do inquérito. Agora, é aguardar a apuração jurídica. Quanto à educação que a gente deu para ele, a gente não tem dúvida nenhuma do menino bom e exemplar que ele é. É muito triste as pessoas comprarem essa história de que meu filho é machista", disse. No mesmo dia, o jornal Correio publicou uma nota dizendo que, no mesmo dia em que o artista concedeu entrevista ao iG, ele participou de uma conversa com o portal It Pop, da MTV, onde foi questionado sobre a reação de suas fãs ao mostrar o corpo. Durante a conversa, a publicação explica que certas atitudes tomadas pelo cantor, por exemplo, rendem elogios, ao passo que se uma mulher tem a mesma atitude, ela é criticada. Biel disse que "O homem, pra pegar uma mulher, ele precisa de lábia. Ele precisa de talento, né, cara? Porque é difícil. Mulher é bem resguardada. Mulher, pra pegar homem, é só abrir as pernas, parceiro! É fácil!" e completa "Então, por isso um homem que pega bastante mulher, ele é valorizado. Por quê? Porque é difícil pegar mulher. Sabe? Você tem que desfrutar de um talento. Mulher não, mulher que pega bastante homem é fácil". Sobre a questão do machismo no funk, o cantor disse que "até hoje, cara, no meu trabalho, nunca expus mulher nenhuma. Nunca explorei corpo de mulher nenhuma. Acho que, assim, o mais próximo que eu cheguei disso foi um beijo no clipe, sabe? Um beijo tranquilo, coisa nada... Pessoas que eu respeito, que eu contracenei. (...) Eu sempre respeitei. E, em letras de músicas, eu nunca expus a mulher. Eu sempre respeitei muito bem e, pelo contrário, sempre falei muito bem de mulher nas músicas. Acho que, sim, a gente pode mudar esse conceito de que mulher que dança funk é tudo, né, piriguete. Que tem como você curtir funk e, sei lá, cara, ser vista como uma mulher que curte sertanejo, uma mulher que curte rap, sei lá". Por fim, ao ser questionado novamente sobre sua orientação sexual, o cantor diz que tem sua "sexualidade muito bem definida. Muito bem, não tenho dúvida alguma. Sou tarado por vagina".
Uma audiência foi marcada para acontecer em 31 de agosto de 2016, no Fórum Criminal da Barra Funda, porém o artista não compareceu, e o juiz do juizado especial remarcou a audiência para o dia 10 de outubro de 2016, onde ocorreu três audiências juntas: a audiência preliminar, a de instrução e a de julgamento Na audiência do dia 10 de outubro de 2016 o caso foi concluído, Biel foi acusado de injúria, o cantor teve que pagar a multa de R$ 4.400 a ser entregue a uma instituição de caridade proposta pelo Ministério Público Estadual e a ação na qual era acusado de injúria pela ex-jornalista foi extinta, o dinheiro foi para uma instituição de caridade e artista deixa de ter antecedentes criminais por conta da extinção da ação criminal.

#### Ameaça
Em 5 de junho de 2016, o youtuber Felipe Neto publicou diversas postagens em seu perfil no Twitter para criticar um post publicado por Biel nas redes sociais naquele mesmo dia 5. A publicação de Biel foi a primeira declaração do cantor nas redes sociais após o caso da acusação de assédio sexual ter se tornado público em 3 de junho. O youtuber criticou vários trechos do post publicado por Biel postando em seu Twitter: "Reparem que ele não pede desculpa pelas coisas que falou e diz: 'sou menino sem papas na língua'", postou o youtuber. Posteriormente, Biel respondeu uma das publicações feitas por Felipe Neto comentando: "@felipeneto quando você perceber que tá mexendo com a pessoa errada, vai poder ser tarde demais, garotinho...[sic]". A resposta de Biel foi apagada logo em seguida, porém Felipe compartilhou um print da resposta do artista, que foi considerada como uma suposta ameaça.

### Acusação de omissão de socorro
Em junho de 2016, o cantor foi acusado de omitir socorro após um acidente de trânsito em Lorena. De acordo com os fatos narrados pela Polícia Civil, o cantor havia feito uma manobra brusca com seu veículo, fechando uma motociclista e causando sua queda. A motociclista, Elisa de Araújo, fora socorrida por familiares e Biel saiu do local sem prestar auxílio.
À imprensa, Elisa informou:
"Eu estava vindo do trabalho e fui surpreendida pela forma como ele entrou na minha frente. Não tinha o que fazer, eu acabei freando e caí. Se batesse no carro, por causa da velocidade, eu ia ser arremessada."
O acidente ocorreu por volta das 22h40min do dia 7 de junho de 2016, próximo a uma praça no centro de Lorena, cidade onde o cantor residia. A assessoria do artista divulgou à imprensa uma nota informando que o cantor se responsabilizará pelo conserto do veículo independente do resultado das investigações.

### Infrações de trânsito
Em meados de julho de 2016, Biel voltou a gerar polêmica. O cantor publicou um vídeo no seu Snapchat a onde exibiu orgulhoso a potência de seu carro. No vídeo publicado na madrugada de segunda-feira, 11 de julho, às 3h32min, o cantor mostra o painel do veículo enquanto dirigia pela Barra da Tijuca, zona oeste do Rio. No velocímetro é possível notar que a velocidade chega a 121 km/h e também dá para ouvir o forte ronco do motor de seu veículo, um modelo da marca Porsche avaliado em R$ 400 mil. O problema é que, de acordo com a CET-Rio, não há nenhuma via na região em que seja permitido trafegar acima dos 80 km/h. Além disso, Biel gravou e publicou as imagens enquanto dirigia.
O vídeo em que Biel aparece dirigindo acima do limite de velocidade no seu perfil do Snapchat, foi apagado posteriormente. A assessoria de Biel foi procurada pela imprensa, mas não foi encontrada para comentar o caso.

## Discografia
- Juntos Vamos Além (2016)

## Filmografia

### Televisão
| Ano     | Título        | Cargo                       | Notas                           | Ref.          |
| ------- | ------------- | --------------------------- | ------------------------------- | ------------- |
| 2015–16 | Domingo Legal | Repórter                    | Quadro: "A Princesa e o Plebeu" | [ 83 ]        |
| 2020    | A Fazenda     | Participante (Vice-campeão) | Temporada 12                    | [ 38 ] [ 84 ] |

### Web
| Ano           | Título | Personagem   | Notas            | Ref.   |
| ------------- | ------ | ------------ | ---------------- | ------ |
| 2014–15       | WeBiel | Ele mesmo    | Docu-série       | [ 85 ] |
| 2022-presente | Chupim | Apresentador | Metropolitana FM | [ 86 ] |

## Prêmios e indicações
| Ano  | Prêmio                                | Categoria                           | Indicação    | Resultado |
| ---- | ------------------------------------- | ----------------------------------- | ------------ | --------- |
| 2015 | Meus Prêmios Nick                     | Revelação                           | Biel         | Venceu    |
| 2015 | Meus Prêmios Nick                     | Gato do Ano                         | Biel         | Indicado  |
| 2016 | Prêmio Multishow de Música Brasileira | Melhor Cantor                       | Biel         | Indicado  |
| 2016 | Prêmio Multishow de Música Brasileira | Melhor Música                       | Biel         | Indicado  |
| 2016 | Prêmio Jovem Brasileiro               | Melhor Cantor                       | Biel         | Indicado  |
| 2020 | Prêmio Área VIP                       | Melhor Participante de Reality Show | A Fazenda 12 | Venceu    |